# Som László
Som László (Budapest, 1955. május –) magyar fotóművész. Lesley Solama néven is publikál. Művészi aktfotóiról vált ismertté. Főként fekete-fehér képeivel, a női test esztétikáját és érzelmi erejét hangsúlyozó kompozícióival szerzett nemzetközi elismerést.

## Életpályája
Som László 2012-ben kezdett el aktívan foglalkozni a fotográfiával, első fényképezőgépe egy Canon 6D volt, amelyet a mai napig használ. Munkássága során következetesen törekedett arra, hogy képei érzelmi reakciókat váltsanak ki, ugyanakkor elkerülje a vulgaritást. A női testet a természethez hasonlóan szép és változatos formának tekinti, amelyet fény–árnyék játékokkal jelenít meg.

## Művészi tevékenysége
Elsősorban az online térben vált ismertté, munkái megjelentek olyan platformokon, mint az Instagram, YouPic, Model Mayhem, illetve több önálló fotóalbuma jelent meg a Blurb kiadó gondozásában. Rendszeresen dolgozik visszatérő modellekkel, és hosszabb távú alkotói együttműködéseket alakít ki. Részt vesz hazai és nemzetközi kiállításokon, ahol rangos elismerésekben részesült.

## Díjak és elismerések
Solama több nemzetközi fotópályázaton is díjazott volt:
- FIAP Gold Medal – 1st International Sopron Fire Tower Photocontest (Magyarország): „Closed in a net” című aktfotójáért.[2]
- FIAP Gold Medal – 1st Czech Art Photo International Salon of Photography 2025 (Csehország): „Far from reality” című aktfotójáért.[3]
- FIAP Honourable Mention –   1st International Sopron Fire Tower Photocontest (Magyarország)  „Light and Shadow” című munkájáért.[4]
- FIAP Blue Ribbon – Moments international contest of photography 2025 (Csehország): „Far from reality” című aktfotójáért.[5]